# Estación de Avenida de América
Avenida de América es un intercambiador de transportes de Madrid en el que confluye una estación de las líneas 4, 6, 7 y 9 del Metro de Madrid y una estación terminal de autobuses urbanos, interurbanos (CRTM) y de largo recorrido. Todo ello está situado bajo el cruce de la avenida de América y las calles Francisco Silvela, Príncipe de Vergara y María de Molina. La estación está organizada en varios niveles, los tres superiores conforman la terminal de autobuses y los más profundos corresponden a las cotas de las líneas de metro. Presta servicio a los barrios de Prosperidad y El Viso (distrito Chamartín) y La Guindalera y Lista (distrito Salamanca).

## Historia

### 1973-1996: Construcción y puesta en servicio de la estación de metro
La estación fue inaugurada el 26 de marzo de 1973 cuando la línea 4 fue ampliada desde Diego de León a Alfonso XIII, inaugurándose así la primera de las cuatro líneas que hoy conectan aquí. La estación de metro se había construido ya en su conjunto para albergar desde un principio las cuatro líneas que hoy día alberga, inaugurándose sucesivamente la parte necesaria para dar acceso a la línea que se ponía en servicio. La estación de línea 4 es la menos profunda de todas, estando en el nivel -4 del conjunto de la estación y orientada siguiendo el eje de la calle de Francisco Silvela.
Dos años después, el 17 de marzo de 1975, entraba en servicio la estación de línea 7, cabecera de línea y situada a mayor profundidad que la anterior, siendo la segunda más profunda de las líneas de metro que sirven la estación. La estación se caracterizaba por la presencia de un andén central y dos laterales con dos bóvedas que parten de un muro que divide en dos el andén central dejando un paso entre ambos lados cada pocos metros. En esta organización el andén central sirve para la evacuación de los viajeros que descendían y los laterales sirven para que accedan los viajeros al tren. Habitualmente sólo se usaba una de las vías, ya que el tráfico no era muy alto como para justificar el uso de ambas. La estación está orientada siguiendo el eje de la Avenida de América y la calle de María de Molina. En la actualidad, es la única estación de la línea 7 con más de una línea de correspondencia. 

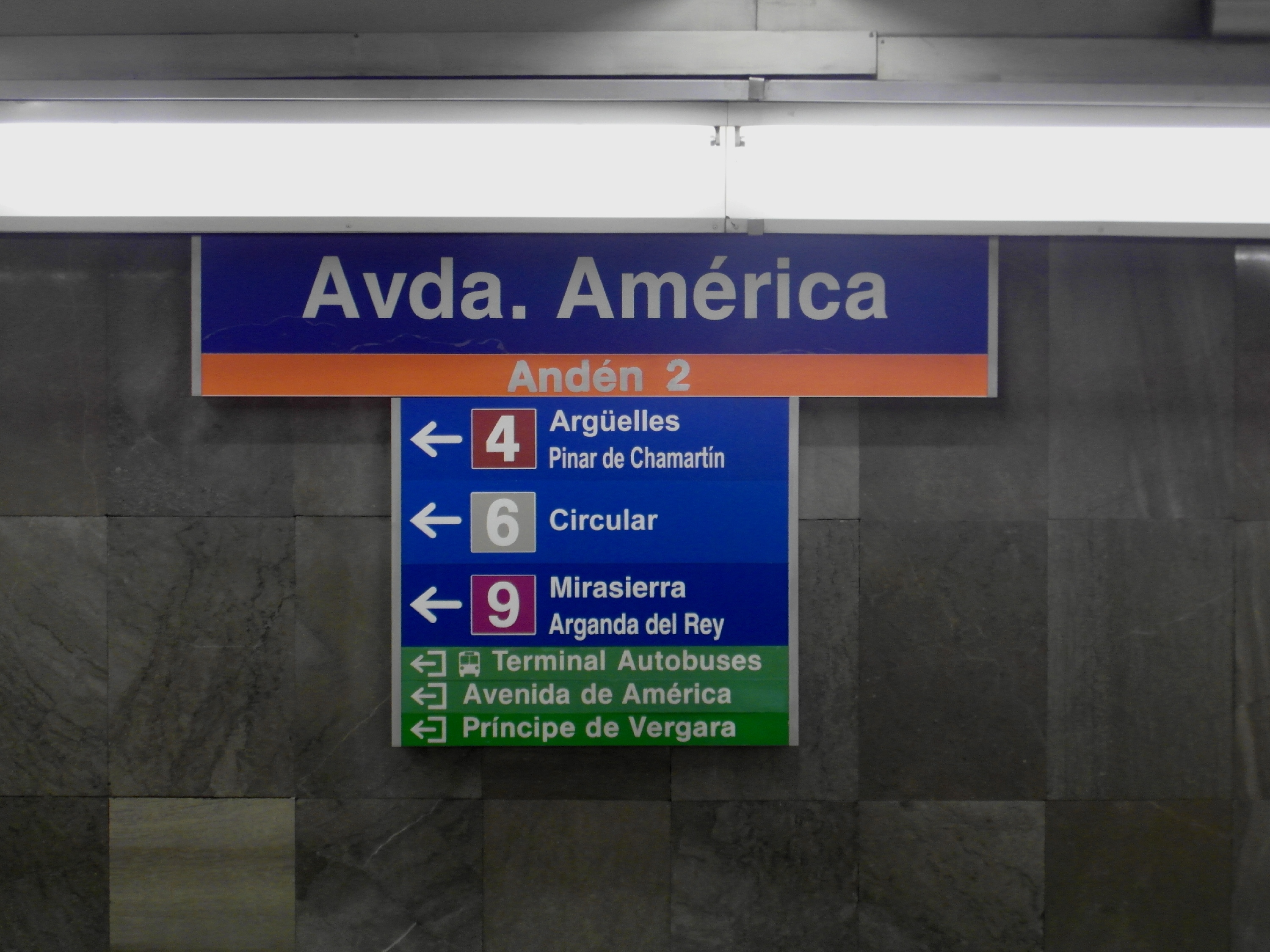
Andén de la estación en la Línea 7 antes de ser reformada.

Cuatro años más tarde, el 11 de octubre de 1979, entró en servicio la estación de línea 6, situada entre las dos anteriores en cuanto a profundidad y orientada siguiendo el eje de la calle de Francisco Silvela. La estación cuenta con un andén central y laterales al igual que la de línea 7, salvo que en este caso la bóveda es única y nada divide el andén central.

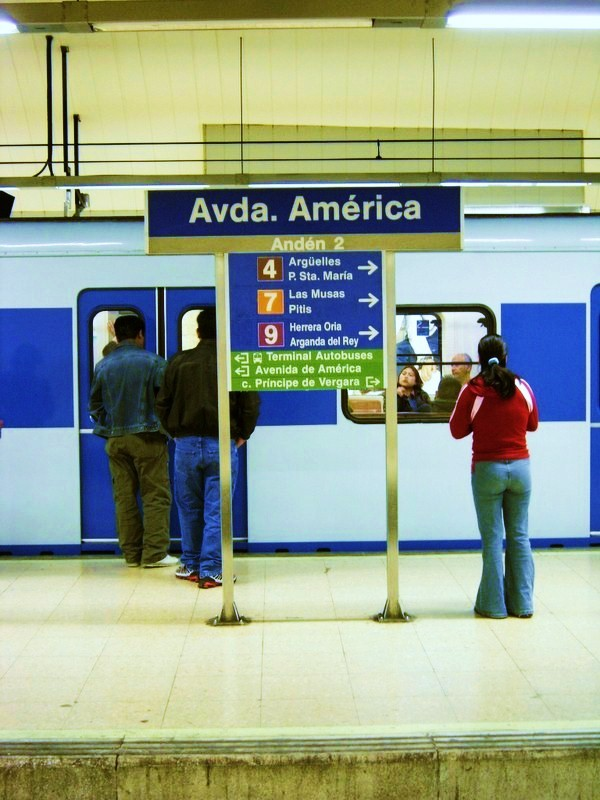
Andén de la estación en la Línea 6 antes de ser reformada.

Otros cuatro años después se abrió el resto de pasillos de la estación que permitían acceder a la línea 9, siendo desde el 30 de diciembre de 1983 estación terminal del fragmento norte de la línea (9B) hasta que se unió con el fragmento sur (9) el 24 de febrero de 1986. Es la línea cuyos andenes se sitúan a mayor profundidad y siguiendo el eje de la calle del Príncipe de Vergara.
Ese mismo año, el 23 de diciembre, se prolongó la antigua línea 8 desde Nuevos Ministerios usando un túnel de enlace de vía única que existía entre esta última y la estación de línea 7, usando así una vía para cada línea puesto que por aquel entonces la línea 7 finalizaba en Avenida de América y solo utilizaba una vía en esta estación. En 1996, el proyecto de unión de las líneas 8 y 10 hizo que se dejase de prestar servicio entre Avenida de América y Nuevos Ministerios el 16 de diciembre para, además, prolongar la línea 7 al oeste y así pasaron a usarse desde abril de 1998 los dos andenes. Por lo tanto, el tramo de la antigua línea 8 entre Nuevos Ministerios y Avenida de América solo estuvo en funcionamiento durante 10 años. En la actualidad ese tramo, con una única vía, se utiliza para el transporte de mercancía interna.
El 22 de enero de 1998 se produce la prolongación de la línea 10 desde Alonso Martínez a Nuevos Ministerios, continuando desde ésta a la de Fuencarral con la integración de la hasta entonces línea 8 en su trayecto, dejando esta numeración libre para la nueva línea al Aeropuerto que se abriría solo unos meses después. Esto hizo que durante casi 6 meses no existiera en la red ninguna línea 8.

### 1997-2000: Construcción de la terminal de autobuses

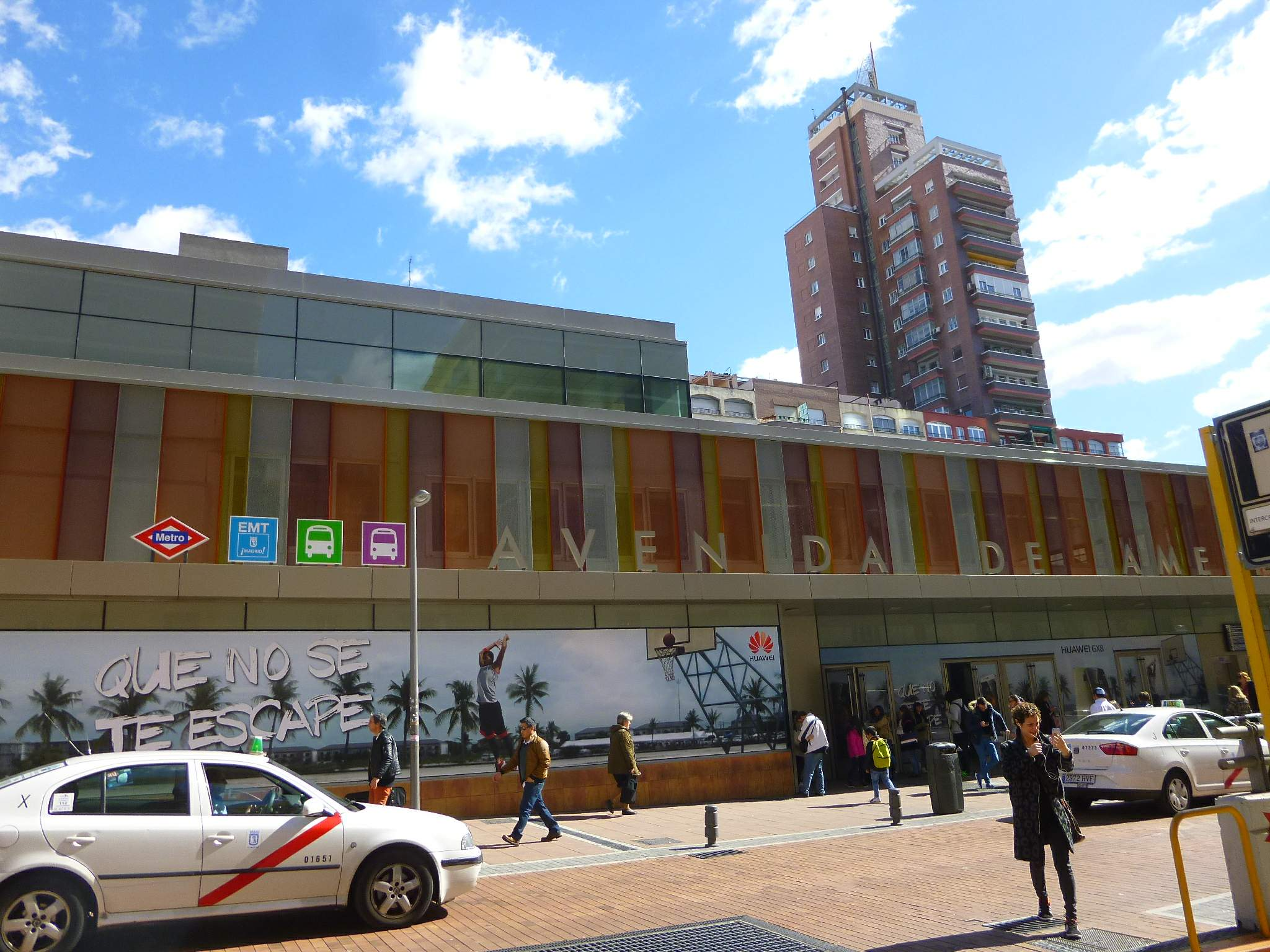
Exterior de la terminal de autobuses del intercambiador de Avenida de América

A finales de los años 90 cabe señalar como el acontecimiento más importante para esta estación el vaciado subterráneo que se realizó bajo la Avenida de América para construir una estación terminal de autobuses subterránea situada en la zona del vestíbulo que daba acceso al metro desde la Avenida de América. En esta estación de autobuses se inauguró en 2000, siendo la segunda estación subterránea de autobuses que se construía en Madrid tras Moncloa.
La estación de autobuses construida se divide en tres plantas:
- -1 Autobuses de largo recorrido, taquillas y locales comerciales
- -2 Autobuses urbanos (EMT) e interurbanos
- -3 locales comerciales, aparcamiento subterráneo y vestíbulo de acceso al metro.

El vaciado modificó por completo el antiguo acceso de la Avenida de América del lado de los impares, conservándose la boca de acceso del lado de los pares aunque por dentro la distribución es diferente.
La zona de la estación de autobuses es accesible para personas con movilidad reducida, pues tiene ascensores, pero del nivel -3 hacia abajo, por ahora, carece de ellos.

### 2000-actualidad
En los años más recientes los andenes de la línea 6 y de la línea 4 han sido reformados en lo que se refiere a bóvedas y paredes, así como los pasillos que los conectan entre sí.
Por otra parte, durante el verano de 2006 la estación de línea 7 se mantuvo cerrada durante parte del mes de septiembre y se cambió la catenaria en ella.
Durante 2009 se llevó a cabo la reforma del nivel -2 de la terminal de autobuses que duró 2 años, colocando en ella mamparas que aíslen la zona de espera de las dársenas donde se aparcan los autobuses. La totalidad de las actuaciones en la estación de autobuses finalizaron en abril de 2014. Tras las obras, las líneas interurbanas y urbanas pasantes recuperaron sus ubicaciones originales; sin embargo, las líneas urbanas con cabecera en el Intercambiador siguieron sin volver a las dársenas subterráneas, manteniéndose en superficie en el entorno de las calles Francisco Silvela y Príncipe de Vergara. El 10 de febrero de 2015, estas líneas volvieron a la terminal subterránea, ocupando las dársenas 11 a 14 del nivel -2.
Los andenes de la línea 4 permanecieron cerrados entre el 13 de enero y el 6 de marzo de 2020 por obras en la línea. El servicio en las demás líneas se prestó sin alteraciones. Entre el 7 y el 10 de ese mes actuó como cabecera este de la línea, pues el tramo Avenida de América - Pinar de Chamartín seguía cerrado. Durante todas las obras existió un Servicio Especial gratuito de autobús que sustituía el tramo Avenida de América - Pinar de Chamartín con cabecera en las inmediaciones de la estación.
El 14 de enero de 2021, en torno a las 22:30 de la noche, el intercambiador fue desalojado por una  falsa amenaza de bomba en su interior. El suceso tuvo lugar después de que un pasajero de metro alertase al conductor de que portaba el artefacto. Tras las oportunas comprobaciones el servicio fue restablecido con normalidad una hora más tarde.
Desde el 30 de julio hasta el 9 de septiembre de 2022 el tramo Sainz de Baranda - Nuevos Ministerios de la línea 6 permaneció cortado por obras. En su lugar, existió un servicio especial de autobús sin coste para el viajero y con parada en el entorno de las estaciones afectadas. El servicio en líneas 4, 7 y 9 no se vio afectado.
Del 3 al 18 de diciembre de 2022 se efectuaron obras de desamiantado en los andenes de la línea 7 de la estación. Para ello se cerró el tramo Gregorio Marañón - Cartagena, sin verse afectado el servicio en líneas 4, 6 y 9. Durante este período, se puso en marcha un Servicio Especial de autobús sin coste para el viajero y con parada únicamente en el entorno de las estaciones de Avenida de América y Cartagena. Es la primera estación de la línea 7 no perteneciente al MetroEste que cierra por obras.
A lo largo de todo el año 2023 y parte de 2024, la estación de metro se encontró en obras para la modernización y mejora de accesibilidad, dotándola de 10 ascensores.
Entre el 5 de agosto y el 7 de septiembre de 2023, permanecieron cerrados los andenes de línea 9 por obras en el tramo Colombia-Príncipe de Vergara, cortado por obras, sin verse afectado el servicio en líneas 4, 6 y 7. Se estableció un Servicio Especial de autobús gratuito con parada en las inmediaciones de la estación.

## Accesos
Vestíbulo Avenida de América

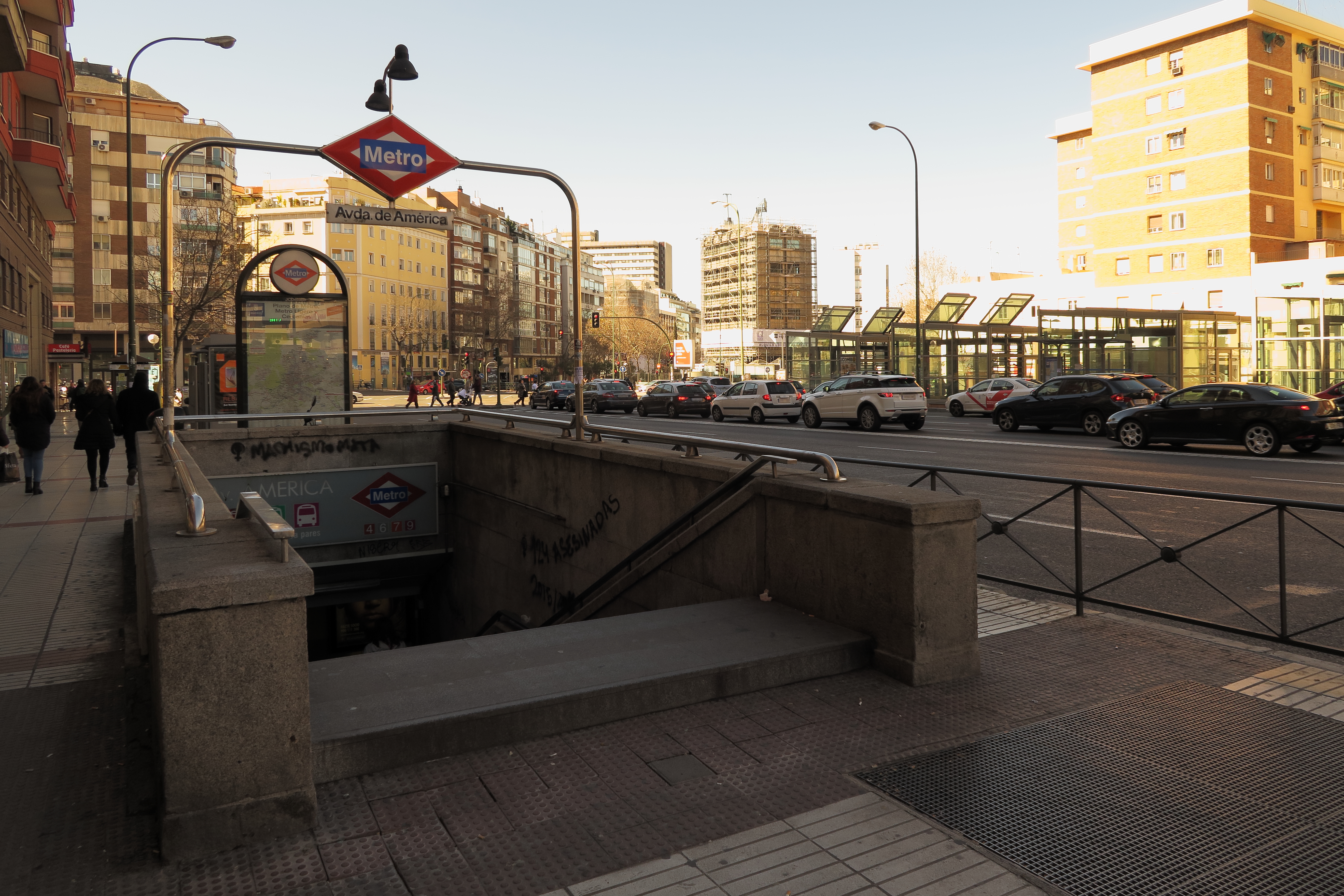
Acceso Av. América pares

- Avenida de América, pares Avda. de América, 6
- Avenida de América, impares Avenida de América, 9 (bulevar central).
- Ascensor Avenida de América, 7 (bulevar central).

Vestíbulo Francisco Silvela
- Pedro de Valdivia Calle de Pedro de Valdivia, 31 (semiesquina entre Calle del Príncipe de Vergara y Calle de Francisco Silvela)

## Intercambiador (líneas)

### Metro

Plano de las líneas de Metro que pasan por la estación

En la actualidad es la estación del Metro de Madrid donde más líneas se cruzan, con un récord de cuatro líneas desde 1983. Por ello es una de las más usadas a diario para transbordar, además de ser bastante concurrida por su conexión al terminal de autobuses.
En 1986, la línea 8 llegó a Avenida de América (actualmente, es un andén de la línea 7), convirtiendo la estación en un multiintercambiador de 5 líneas desde ese año hasta 1998.
| << cabecera                                                  | < estación    | Línea | estación >          | cabecera >>                                         |
| ------------------------------------------------------------ | ------------- | ----- | ------------------- | --------------------------------------------------- |
| Argüelles                                                    | Diego de León |       | Prosperidad         | Pinar de Chamartín                                  |
| Circular                                                     | Diego de León |       | República Argentina | Circular                                            |
| Hospital del Henares Cambio de tren en Estadio Metropolitano | Cartagena     |       | Gregorio Marañón    | Pitis                                               |
| Paco de Lucía                                                | Cruz del Rayo |       | Núñez de Balboa     | Arganda del Rey Cambio de tren en Puerta de Arganda |

### Autobuses

Situación actual de las diferentes líneas dentro del intercambiador de autobuses subterráneo.

#### Urbanos
En esta estación, tienen cabecera varias líneas que conectan con el aeropuerto, el distrito de Barajas y el Campo de las Naciones. Estas líneas parten de varias dársenas del nivel -2 del intercambiador. Además, existen varias líneas pasantes que comunican la estación con otras zonas de Madrid y que efectúan parada en la calle Francisco Silvela, la calle Príncipe de Vergara y la propia Avenida de América. La línea 200 utiliza la parada 5788 en superficie como cabecera para los servicios de la línea antes de las 6:00 a. m. puesto que el intercambiador no abre hasta esa hora. Las líneas son operadas por la Empresa Municipal de Transportes de Madrid y la distribución de todas ellas es la siguiente:
| Diurnos                                      |                                             |                                                                                          |
| Autobuses con cabecera en Avenida de América |                                             |                                                                                          |
| Línea                                        | Destino                                     | Parada                                                                                   |
| 200                                          | Aeropuerto T4                               | 5788 INTERCAMBIADOR DE AVENIDA DE AVÉNIDA (Av. América, 4) (servicios antes de las 6:00) |
| 200                                          | Aeropuerto T4                               | 4244 AVENIDA DE AMÉRICA (Intercambiador - dársena 11)                                    |
| 122                                          | Feria de Madrid                             | 4245 AVENIDA DE AMÉRICA (Intercambiador - dársena 12)                                    |
| 114                                          | Barrio del Aeropuerto                       | 4246 AVENIDA DE AMÉRICA (Intercambiador - dársena 13)                                    |
| 115                                          | Barajas                                     | 4247 AVENIDA DE AMÉRICA (Intercambiador - dársena 14)                                    |
| Autobuses pasantes en Avenida de América     |                                             |                                                                                          |
| Línea                                        | Destino                                     | Parada                                                                                   |
| 12                                           | Cristo Rey                                  | 788 INTERCAMBIADOR DE AVENIDA DE AMÉRICA (C/ Francisco Silvela, 80)                      |
| C2                                           | Circular 2 (> Cuatro Caminos)               | 788 INTERCAMBIADOR DE AVENIDA DE AMÉRICA (C/ Francisco Silvela, 80)                      |
| 73                                           | Feria de Madrid                             | 788 INTERCAMBIADOR DE AVENIDA DE AMÉRICA (C/ Francisco Silvela, 80)                      |
| 12                                           | Pº Marqués de Zafra                         | 789 INTERCAMBIADOR DE AVENIDA DE AMÉRICA (C/ Francisco Silvela, 83)                      |
| C1                                           | Circular 1 (> Embajadores)                  | 789 INTERCAMBIADOR DE AVENIDA DE AMÉRICA (C/ Francisco Silvela, 83)                      |
| 73                                           | Diego de León                               | 789 INTERCAMBIADOR DE AVENIDA DE AMÉRICA (C/ Francisco Silvela, 83)                      |
| 72                                           | Diego de León                               | 1280 INTERCAMBIADOR DE AVENIDA DE AMÉRICA (Av. América, 3)                               |
| 29                                           | Felipe II                                   | 2236 PRÍNCIPE DE VERGARA-MARÍA DE MOLINA                                                 |
| 52                                           | Sol / Sevilla                               | 2236 PRÍNCIPE DE VERGARA-MARÍA DE MOLINA                                                 |
| 29                                           | Manoteras                                   | 5787 PRÍNCIPE DE VERGARA-MARÍA DE MOLINA                                                 |
| 52                                           | Santamarca                                  | 5787 PRÍNCIPE DE VERGARA-MARÍA DE MOLINA                                                 |
| 72                                           | Hortaleza                                   | 5788 INTERCAMBIADOR DE AVENIDA DE AMÉRICA (Av. América, 4)                               |
| Nocturnos                                    |                                             |                                                                                          |
| Autobuses pasantes en Avenida de América     |                                             |                                                                                          |
| Línea                                        | Destino                                     | Parada                                                                                   |
| NC2                                          | Circular 2 (> Cuatro Caminos - Pza. España) | 788 INTERCAMBIADOR DE AVENIDA DE AMÉRICA (C/ Francisco Silvela, 80)                      |
| NC1                                          | Circular 1 (> Manuel Becerra - Atocha)      | 789 INTERCAMBIADOR DE AVENIDA DE AMÉRICA (C/ Francisco Silvela, 83)                      |
| N4                                           | Cibeles                                     | 1280 INTERCAMBIADOR DE AVENIDA DE AMÉRICA (Av. América, 3)                               |
| N2                                           | Valdebebas                                  | 2235 PRÍNCIPE DE VERGARA-MARÍA DE MOLINA                                                 |
| N2                                           | Cibeles                                     | 2236 PRÍNCIPE DE VERGARA-MARÍA DE MOLINA                                                 |
| N4                                           | Barajas                                     | 5788 INTERCAMBIADOR DE AVENIDA DE AVÉNIDA (Av. América, 4)                               |

#### Interurbanos
Desde el nivel -2, parten los autobuses interurbanos con destino a municipios situados en el Corredor del Henares, destacando Coslada, San Fernando de Henares, Torrejón de Ardoz, Alcalá de Henares y Guadalajara y dos compañías que operan la mayoría de las líneas interurbanas: ALSA y Avanza. La única línea nocturna interurbana que parte de aquí y los servicios especiales nocturnos de las líneas diurnas tienen su cabecera en la superficie, ya que la estación de autobuses cierra a partir de las 00:30.
Una peculiaridad es la línea VAC-243 con destino Guadalajara se encuentra situada junto a los autobuses interurbanos en el nivel -2 y no junto a los autobuses de largo recorrido en el nivel -1. Esto se debe a que pese a tratarse de una línea gestionada por el Ministerio de Transportes, su recorrido es tan corto y abarca poblaciones del interior de la Comunidad de Madrid que opera junto a aquellas gestionadas por el CRTM. Habría también que tener en cuenta que cuando el Intercambiador se abrió, esta línea era denominada 221, formando parte de las líneas interurbanas del CRTM aunque su ámbito excedía el de la Comunidad de Madrid.
| Diurnos                                                                        |                                                  |                             |                           |
| Autobuses Interurbanos con cabecera en el Intercambiador de Avenida de América |                                                  |                             |                           |
| NIVEL -2                                                                       |                                                  |                             |                           |
| Líneas                                                                         | Destino                                          | Parada                      | Operador                  |
| VAC-243                                                                        | Guadalajara                                      | Dársena 1                   | ALSA                      |
| 222                                                                            | Meco                                             | Dársena 2                   | ALSA                      |
| 226                                                                            | Torrejón de Ardoz (El Soto)                      | Dársena 2                   | ALSA                      |
| 224A                                                                           | Torrejón de Ardoz (La Mancha Amarilla)           | Dársena 3                   | ALSA                      |
| 224                                                                            | Torrejón de Ardoz                                | Dársena 4                   | ALSA                      |
| 229                                                                            | Alcalá de Henares (Virgen del Val)               | Dársena 5                   | ALSA                      |
| 227                                                                            | Alcalá de Henares (Espartales - Universidad)     | Dársena 6                   | ALSA                      |
| 223                                                                            | Alcalá de Henares                                | Dársena 7                   | ALSA                      |
|                                                                                | Descenso de viajeros                             | Dársenas 8 y 9              | ALSA                      |
|                                                                                | Sin Servicio                                     | Dársena 10                  |                           |
|                                                                                | Reservado autobuses urbanos (Ver tabla superior) | Dársenas 11-14              | EMT Madrid                |
| 261                                                                            | Nuevo Baztán - Villar del Olmo                   | Dársena 15                  | ALSA                      |
| 284                                                                            | Velilla de San Antonio - Loeches                 | Dársena 16                  | Avanza Movilidad Integral |
| 281                                                                            | San Fernando de Henares                          | Dársena 17                  | Avanza Movilidad Integral |
| 282                                                                            | San Fernando de Henares - Mejorada del Campo     | Dársena 18                  | Avanza Movilidad Integral |
| 283                                                                            | Coslada - San Fernando de Henares                | Dársena 19                  | Avanza Movilidad Integral |
| Nocturnos                                                                      |                                                  |                             |                           |
| Autobuses con cabecera en Avenida de América                                   |                                                  |                             |                           |
| Línea                                                                          | Destino                                          | Parada                      | Operador                  |
| N202                                                                           | Torrejón de Ardoz - Alcalá de Henares            | 5788 Av.América-Fco.Silvela | ALSA                      |

#### Largo recorrido
La inauguración de la estación subterránea de autobuses conllevó el cierre de la antigua estación de autobuses de la empresa Continental Auto S.L. en la calle Alenza para trasladar aquí las líneas de largo recorrido con salida de dicha terminal. Con la absorción de ALSA a Continental Auto, excepto dos, todas las líneas están operadas por ALSA, siendo los destinos de las líneas ciudades del norte de España: Bilbao, San Sebastián, Vitoria, Santander, Torrelavega, Reinosa, Aguilar de Campoo, Burgos, Aranda de Duero, Lerma, Briviesca, Miranda de Ebro, Logroño, Soria, Medinaceli, Calatayud, Zaragoza, Tudela, Pamplona, Barcelona, Gerona y Tarragona. Además de las mencionadas, parte de aquí la línea Madrid-Granada, que siendo una línea que viaja al sur, algunas de las expediciones parten de esta estación en vez de la Estación Sur de Autobuses. Las otras empresas que operan en esta estación de autobuses son Autobuses Jiménez con servicios a Pamplona y Logroño, por la A-1 pasando por la provincia de Burgos y AISA con servicios a Aranda de Duero y El Burgo de Osma. Los autobuses de largo recorrido parten del nivel -1 del intercambiador, exclusivo para este tipo de líneas de autobús.
| Autobuses de Largo Recorrido con cabecera en el Intercambiador de Avenida de América |                                             |                  |                   |
| NIVEL -1                                                                             |                                             |                  |                   |
| Concesión                                                                            | Itinerario                                  | Parada           | Operador          |
| VAC-022                                                                              | Logroño - Soria - Madrid con hijuelas       | Dársenas 20 a 36 | ALSA              |
| VAC-092                                                                              | Madrid - Granada - Almuñécar                | Dársenas 20 a 36 | ALSA              |
| VAC-099                                                                              | Madrid - Zaragoza - Barcelona               | Dársenas 20 a 36 | ALSA              |
| VAC-157                                                                              | Madrid - Irún con hijuelas                  | Dársenas 20 a 36 | ALSA              |
| VAC-208                                                                              | Madrid - Logroño - Pamplona                 | Dársenas 20 a 36 | Autobuses Jiménez |
| VAC-242                                                                              | Madrid - Aranda de Duero / El Burgo de Osma | Dársenas 20 a 36 | ALSA              |

## Galería de imágenes

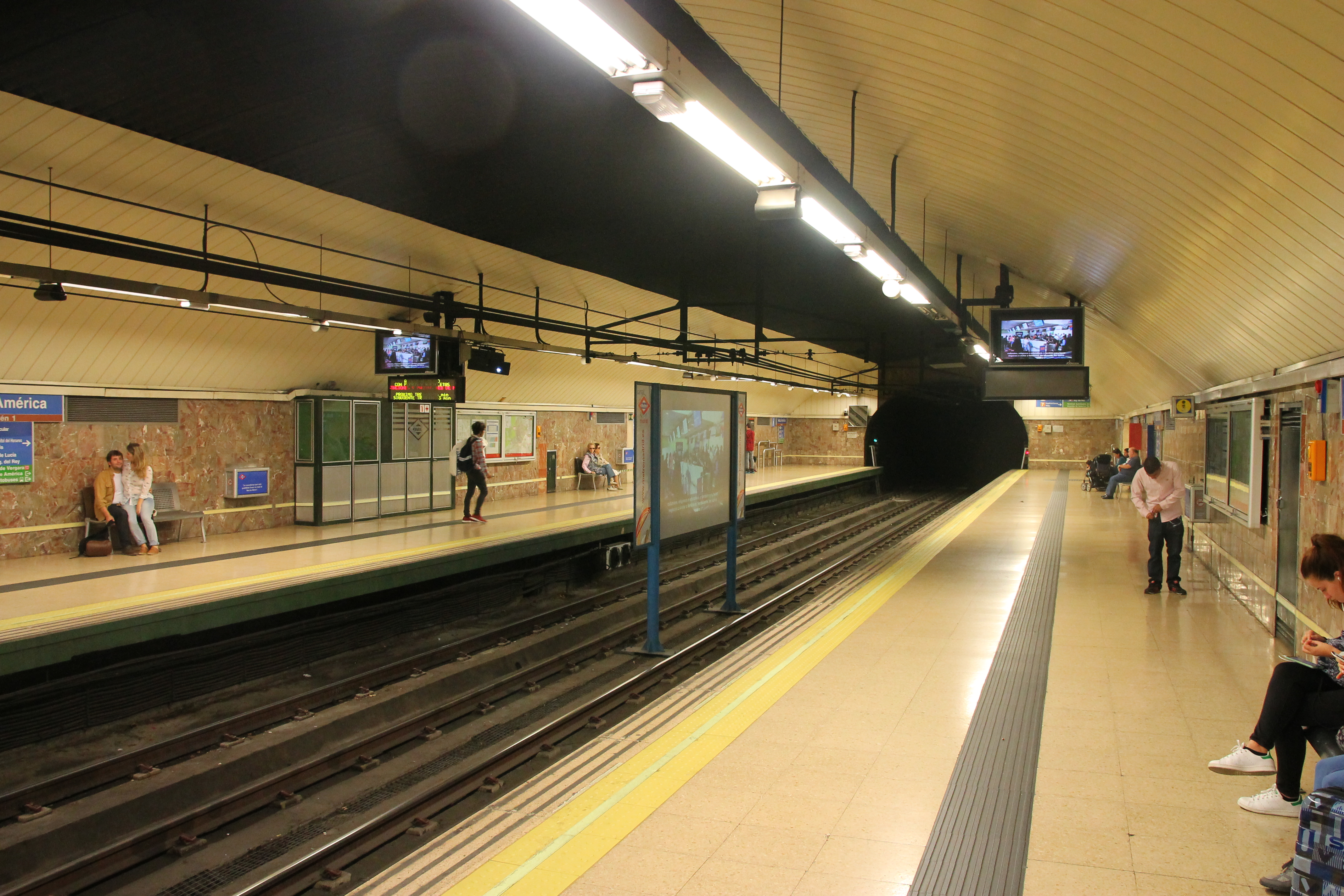
Andenes de la Línea 4 antes de su reforma.
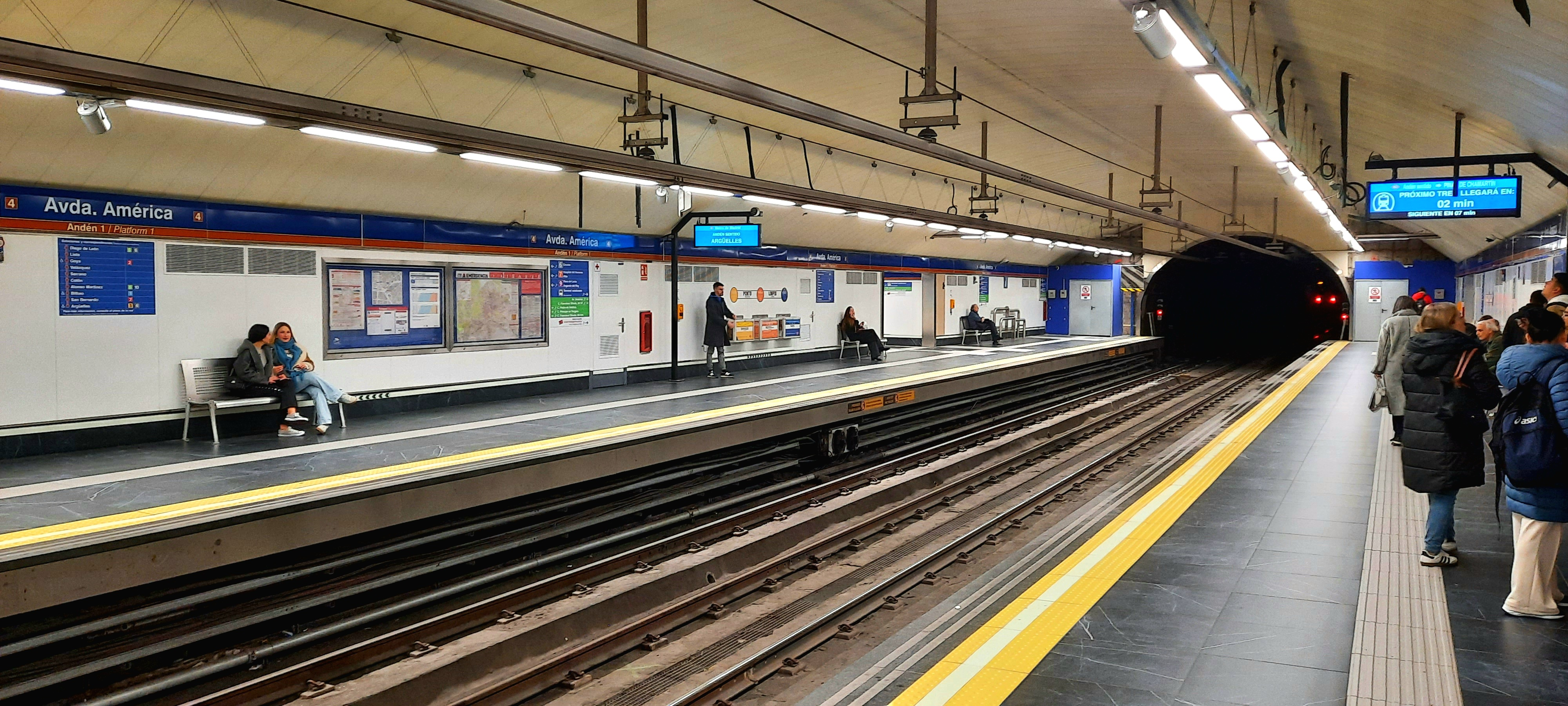
Andenes de la Línea 4 en su estado actual.
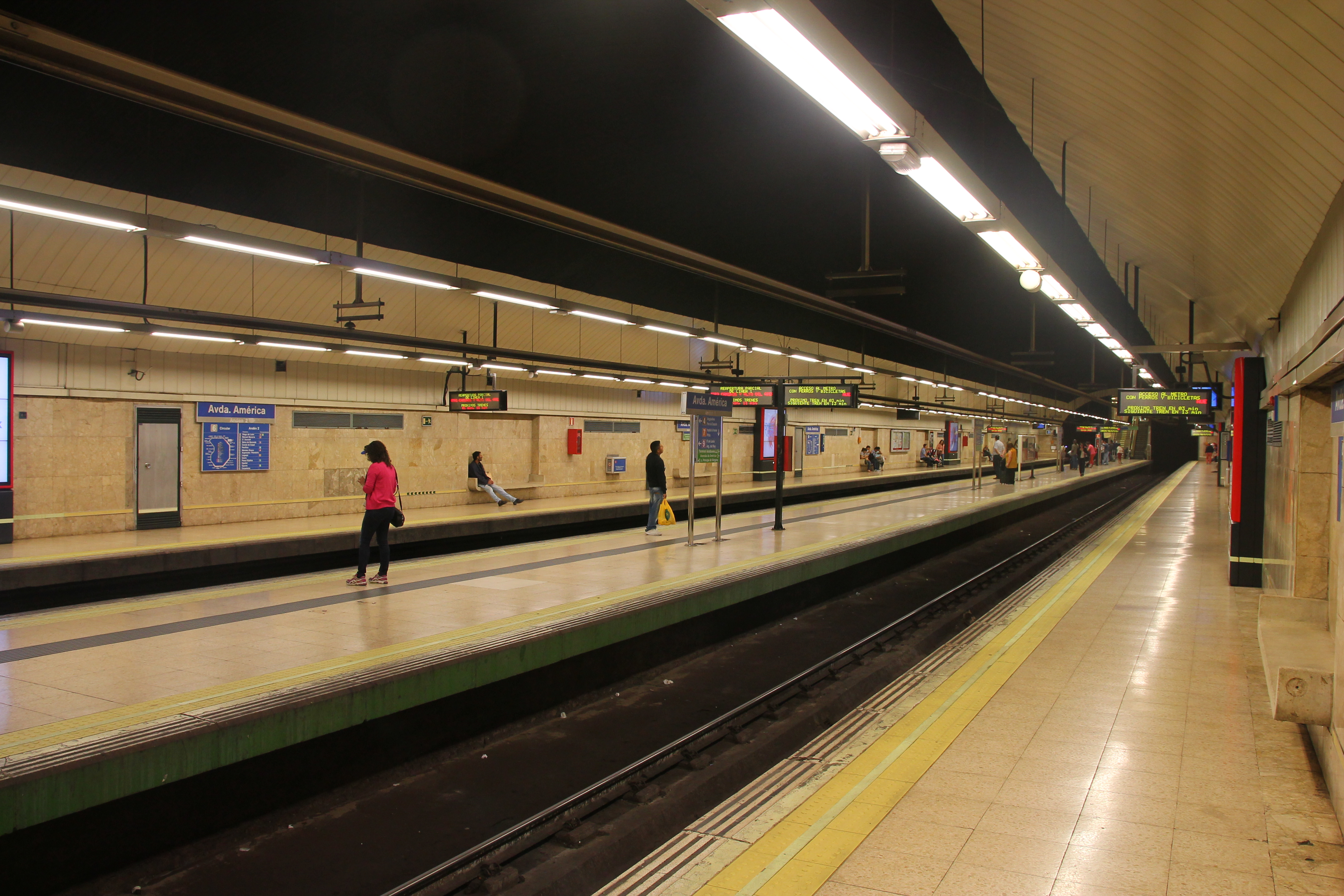
Andenes de la Línea 6 en proceso de ser reformada.
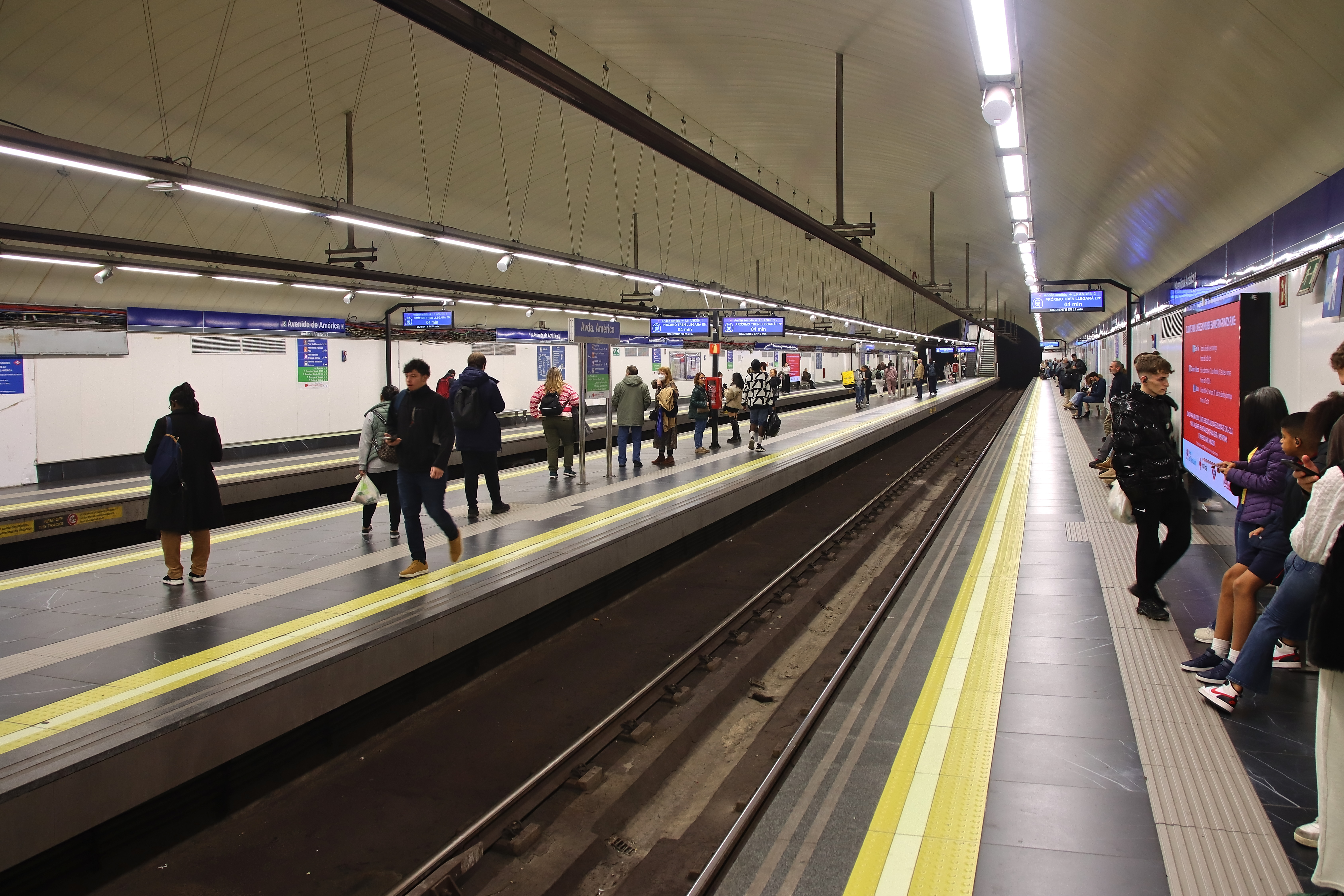
Andenes de la Línea 6 antes de ser reformada.
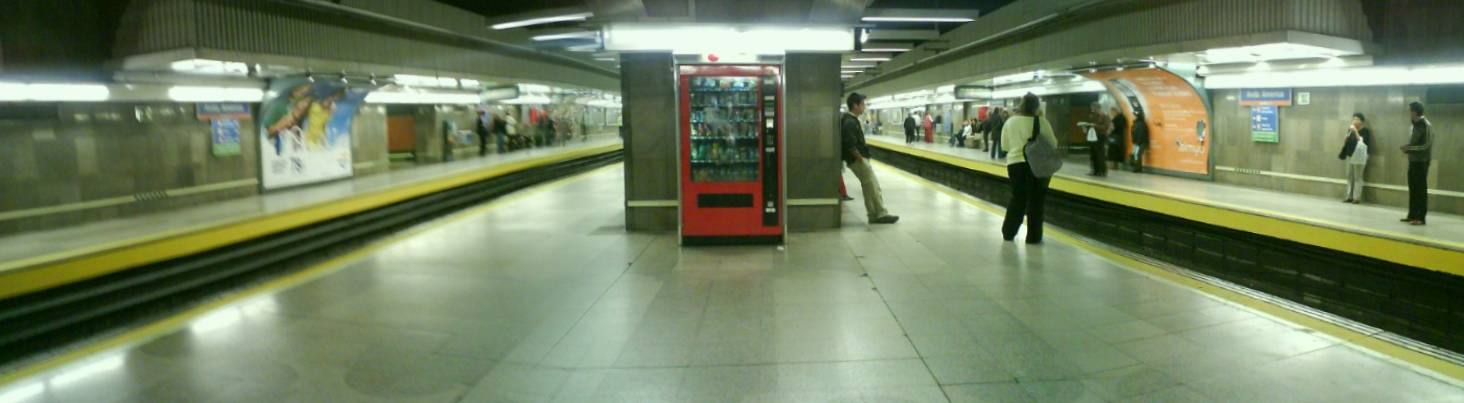
Andenes de la Línea 7 antes de ser reformada.
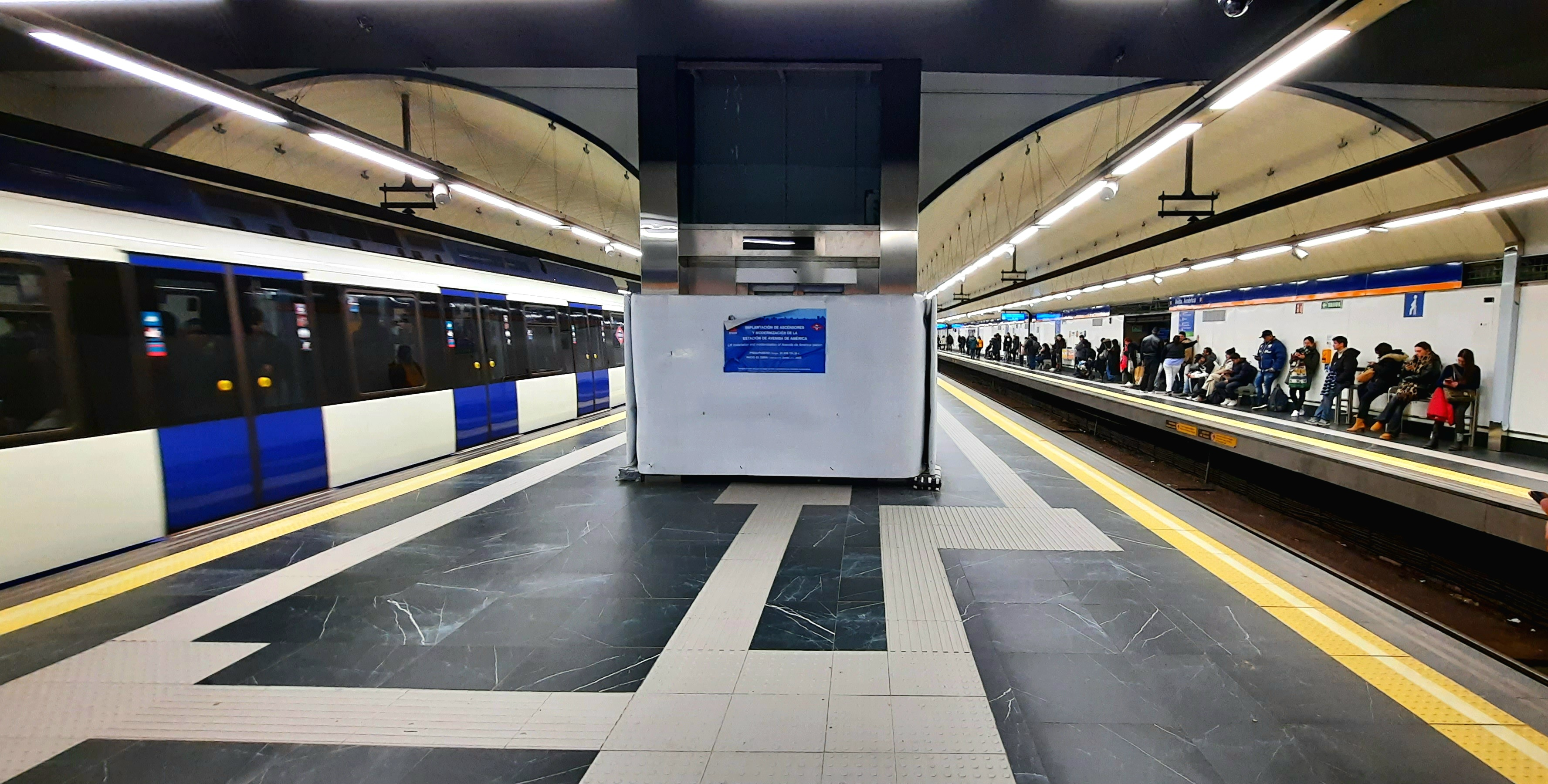
Andenes de la Línea 7 en proceso de ser reformada.
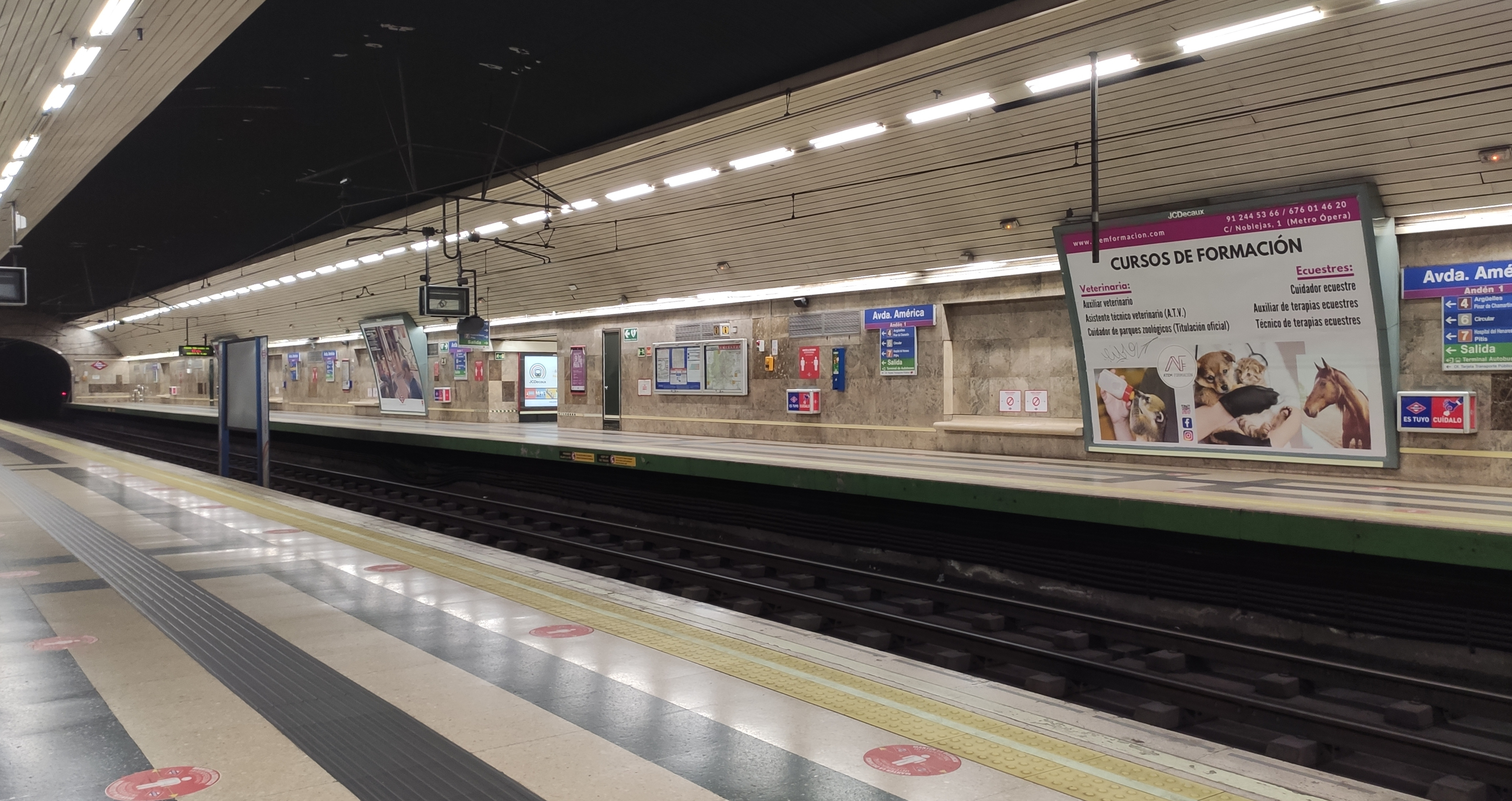
Andenes de la Línea 9 antes de ser reformada.
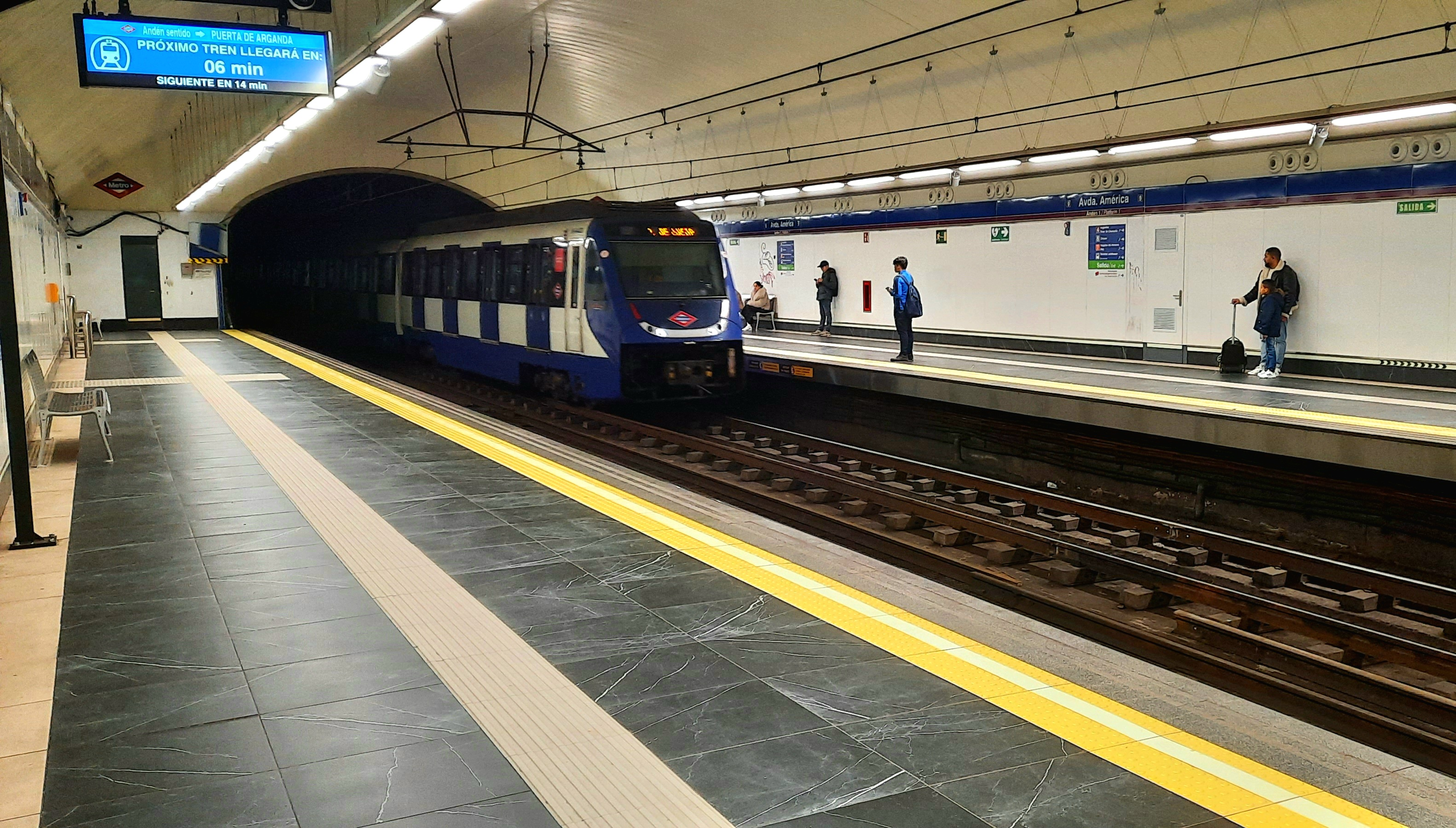
Andenes de la Línea 9 en su estado actual.